# Hard (série télévisée)
Pour les articles homonymes, voir Hard.
Hard est une série télévisée française en trente épisodes de 26 minutes créée et réalisée par Cathy Verney diffusée entre le 9 mai 2008 et le 22 juin 2015 sur Canal+.
La série se passe dans l'industrie du film pornographique. Elle fait partie de la collection « Nouvelle Trilogie » de Canal+.

## Synopsis
Après la mort brutale de son mari, Sophie découvre par l'entremise de sa belle-mère que feu son époux ne dirigeait pas une florissante entreprise informatique mais une société de production de films pornographiques, Soph'X, dont elle est la légataire.
Découvrant entre effarement et consternation un monde qu'elle était à mille lieues de concevoir, elle hésite entre reprendre les rênes de l'entreprise et tout revendre afin de reprendre son métier d'avocate. L'hypothèque contractée par son mari avant sa mort pour moderniser Soph'X et la rencontre avec Roy
Lapoutre, star du X et pilier de la production, lui forceront la main...

## Distribution

### Acteurs principaux
- Natacha Lindinger : Sophie Rousseau puis Sophie Danel
- François Vincentelli : Jean-Marc Danel dit Roy Lapoutre
- Michèle Moretti : Louise Rousseau (saison 1 et 2)
- Katia Lewkowicz : Lucile Berger (saison 1 et 2)
- Stéphan Wojtowicz : Pierre Souchet
- Eric Herson-Macarel : Andréa (saison 1 et 2)
- Axel Wursten : Jules Rousseau
- Fanny Sidney : Violette Rousseau
- Nadir Legrand : Igor
- Anne Caillon : Mathilde
- Jean-Noël Cnokaert : Philippe
- Charlie Dupont : Corrado
- Élodie Mennegand : Shana
- Cédric Chevalme : Rudy

### Acteurs récurrents et invités
- Gilles Galud : Alexandre Rousseau, le mari de Sophie (saison 1)
- Denis Podalydès : lui-même (saison 1)
- Samuel Jouy : Lucas (saison 1)
- François Raffenaud : Pascal date 1 (saison 1)
- Matthieu Rozé : Marco date 2 (saison 1)
- Nicolas Guillot : Romain date 3 (saison 1)
- Simon Bakhouche : Bertrand date 4 (saison 1)
- Laurent Bellambe : François date 5 (saison 1)
- Marie-Pascale Osterrieth : Femme hammam 1 (saison 1)
- Claire Nadeau : La mère de Sophie (saisons 2 et 3)
- Valérie Kéruzoré : Armelle, la sœur de Sophie (saisons 2 et 3)
- Grégoire Bonnet : Georges (saison 2)
- Guillaume Gallienne : lui-même (saison 2)
- Cécile de France : elle-même (saison 2)
- Claire Dumas : Joujou (saison 1 et 2)
- Alice Dufour : Joujou (saison 3)
- Miglen Mirtchev : Tonton (saisons 1 et 2)
- François Civil : Tony (saison 2)
- Elli Medeiros : Eve Renaud (saison 2)
- Philippe Hérisson : Emmanuel Renaud (saison 2)
- Jean-Yves Roan : Bouvier (saison 2)
- Lyes Salem : Henri Sainte-Rose (saison 2)
- Constance Dollé : Capucine (saison 2)
- Françoise Lépine : Françoise (saison 2)
- Emilie Gavois-Kahn : Fleur (saison 2)
- Anne Benoît : madame Martel (saison 2)
- Caroline Baehr : Cliente SDF (saison 2)
- Judith Davis : Clarisse (saison 2)
- Sophie-Charlotte Husson : Cliente Roy (saison 2)
- Thomas Coumans : Yoakin (saison 2)
- Elisabeth Margoni : Nadine Danel (saison 2)
- Philippe Nahon : Daniel Danel (saison 2)
- Isabelle Vitari : Laure (saison 2)
- Gábor Rassov : Inspecteur du travail (saison 2)
- Arnaud Henriet[1] : L'inspecteur de police (saison 3)
- Michèle Laroque : La Présidente de la République Madeleine Fournier (saison 3)
- Sandor Funtek : Esteban Micheletty (saison 3)
- Philippe Rebbot : Nathaniel Micheletty (saison 3)
- Corinne Masiero : Sonia (saison 3)
- Mehdi Nebbou : Rémi Capelle (saison 3)
- Jean-Philippe Ricci : Antone Versini (saison 3)
- Gad Elmaleh : lui-même (saison 3)
- Jonathan Cohen : Vikash (saison 3)
- Valérie Crouzet : Eva Stroen (saison 3)
- Bruno Sanches : Luis, le cousin de Corrado (saison 3)
- Anne-Laure Gruet : Diane Franvois (saison 3)
- Matthias Van Khache : Le vendeur du sex-shop (saison 3)
- Sébastien Gimbert : Gérard (saison 3)

## Épisodes
- La première saison en six épisodes de 26 minutes a été diffusée 9 au 23 mai 2008.
- La deuxième saison en douze épisodes de 26 minutes[2] a été diffusée du 30 mai au 20 juin 2011.
- La troisième saison en douze épisodes de 26 minutes a été diffusée du 1er juin au 22 juin 2015.

## Diffusion internationale
La première saison de la série a également été diffusée en Hongrie fin 2010, sous le titre Derült égből pornó sur la chaîne HBO Magyarország. Elle a été proposée sous la forme d'un téléfilm en deux parties, le premier d'une durée de 74 minutes et le second d'une durée de 78 minutes.
En Belgique et au Luxembourg, la série est diffusée sur Be 1 (anciennement Canal+ Belgique).

## Adaptation théâtrale
En octobre 2018, la série est librement adaptée au Théâtre de la Renaissance par Bruno Gaccio, mise en scène par Nicolas Briançon, avec dans les rôles principaux Claire Borotra et François Vincentelli qui reprend son personnage de la série.

## Adaptation au Brésil
Au Brésil, la série a eu sa propre adaptation avec le même titre, Hard. Elle va être diffusée à partir du 17 mai 2020 sur HBO Brasil avec Natália Lage comme protagoniste.